# 王继勋 (外戚)
王繼勳（？—977年3月16日），邠州新平县（今陕西省彬县）人，五代末、北宋初将领、外戚。以残暴、吃人闻名，最后被宋太宗处决。

## 生平

### 横行无忌
王继勋是彰德軍節度使王饶之子，宋太祖孝明王皇后的同母弟。出生时，其母见到一个红头发状貌怪异的人进入卧室，于是生了王继勋。王继勋长大后，容仪俊美，但性情凶狠轻率无赖。
建隆元年（960年），赵匡胤黄袍加身后，王继勋因为姐姐王皇后的缘故，开始担任内殿供奉官、都知、溪州刺史。建隆二年（961年）加领恩州团练使，转任龙捷右厢都指挥使，不久领永州防御使。建隆四年（963年）北宋平定湖南，王继勋领彭州防御使。八月，宋太祖要讨伐后蜀，命王继勋定期阅兵。王继勋仗着自己出身后族，为人骄恣，凌辱将帅，人们都躲避他，只有大将马仁瑀对他言辞不逊，曾挽起袖子想打他。王继勋忌惮马仁瑀勇武，只能屈服，但嫌隙加深。王继勋和马仁瑀都秘密勒令部下买大木棍，想趁太祖在郊外讲武，互相谋害。太祖经由密报知道后，下诏取消讲武，把马仁瑀外放为密州防御使，也没有问责王继勋。不久，王继勋改任保宁军节度使观察留后、虎捷左右厢都虞候、领权侍卫步军司事。
王继勋仗着权力，横行不法。乾德三年（965年）九月，宋太祖御讲武殿检阅各藩镇军队，选拔一万多人，以骑兵为骁雄军，步军为雄武军，都归侍卫司管辖，命王继勋统领。适逢招募新兵出征，兵士多无妻室，宋太祖对王继勋说：“他们中肯定有愿意结婚的，不需要给他们准备聘礼，只要用酒肉就可以了。”便给与他金钱供他让士兵娶妻成家。他却以此借口纵令部下掠夺民女，街使禁止不住，京城为之纷扰。宋太祖大怒，派兵捕杀了百余犯案士兵，以平息事态。知情不报的宦官阎承翰被杖责数十，但因王皇后已故，宋太祖追思她，于是王继勋未被追究。
乾德四年（966年），王继勋为部下告发行为骄纵不法，六月，太祖下诏由中书省讯问治罪，解除兵权，为彰国军留后，留京师奉朝请。王继勋因为失去职务，在家不乐，在府中专以刀割奴婢的肉为乐，被害者甚多。甚至专门修建一屋关押囚禁奴婢，时而割肉取乐。十一月的一天，大雨冲垮此屋，多名婢女逃脱并告发至太祖处。太祖“大骇”，命宦官诘问，问出了王继勋的所有不法行为，下诏削夺王继勋的官爵，勒令他回家，命甲士看守，不久配流登州。尚未到登州，又改为右监门率府副率。开宝三年（970年）三月，因王继勋犯法，太祖再流放王继勋到登州，随即改命他分司西京洛阳。因为王皇后的缘故，王继勋始终并未受到实质性惩罚。
此后，王继勋残暴更甚，强买民家子女为奴婢，稍不如意，就加以残害，而且吃其肉，将骸骨放进棺材丢弃于野外。前往王府贩卖女奴的女侩（买卖妇女的女性居间人）和卖棺材的人络绎不绝。洛阳百姓受苦，但不敢控告。

### 认罪伏法
宋太祖的弟弟晋王赵光义对王继勋的行为曾有所闻，即位为宋太宗后，派御史雷德骧捕王继勋严审，继勋认罪伏法，招供自开宝六年（973年）四月至太平兴国二年（977年）二月之间，仅他亲手杀死而食的奴婢就达一百多人。太平兴国二年（977年）二月，与买卖男女的女侩八人、男子三人一同问斩於洛阳。长寿寺僧人广惠常与王继勋一起吃人肉，太宗令折断他的小腿再斩杀。洛阳百姓称快。

## 家族
王继勋的家人在西洛颍阳寓居，其子王惟德（《宋史》作孙）不成材，不能自立，沦落到讨饭。大中祥符四年（1011年）四月，宋真宗得知后，因为他是王皇后的侄子而同情他，授汝州司士参军、军事推官。王惟德子王用和正在军中戍边，真宗特令他脱离军籍回家侍奉。